# Irene Solà

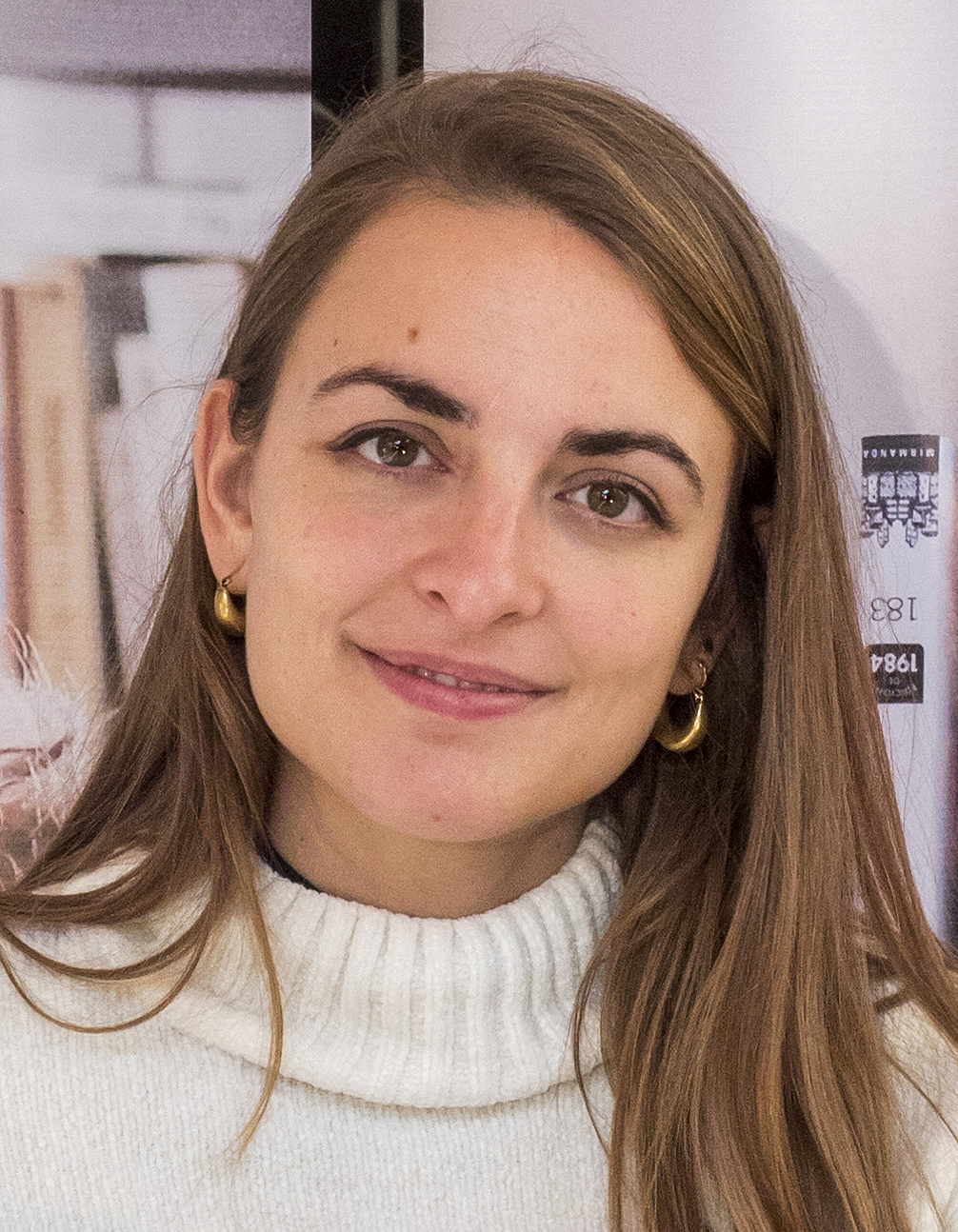
Irene Solà (2019)

Irene Solà Sáez (* 17. August 1990 in Malla, Region Osona) ist eine katalanische Schriftstellerin und Lyrikerin.

## Leben
Solà studierte an der Universität Barcelona Bildende Kunst sowie Literatur, Film und visueller Kultur an der Universität Sussex. Als Erasmus-Studentin verbrachte sie einige Monate Reykjavík (Island). In London arbeitete sie als Kulturmanagerin in der Whitechapel Gallery.
2012 erschien ihr erster Gedichtband Bèstia, für den sie den Premi Amadeu Oller erhielt und der ins Englische, Spanische und Italienische übersetzt wurde. Ihre Gedichte werden als „düstere, aufrüttelnde und lyrisch präzise Erkundungen von Geschlecht, Identität, Sexualität und vielfältigen Formen des Begehrens“ beschrieben.
Ihr erster Roman, El dics, für den sie den Premi Documenta de narrativa gewann, erschien 2018. Im gleichen Jahr war sie Gastautorin am Alan Cheuse International Writers Center der George Mason University (Virginia, USA) und Ende 2019 wurde sie für die Teilnahme am Art Omi: Writers Ledig House-Programm (New York) ausgewählt.
2019 veröffentlichte sie ihren zweiten Roman, Canto jo i la muntanya balla (dt. Singe ich, tanzen die Berge), der mit über 46.000 verkauften Exemplaren in Spanien zum Bestseller wurde und für den sie mehrere Auszeichnungen erhielt, unter anderem den Literaturpreis der Europäischen Union. Das Buch wurde in zwanzig Sprachen übersetzt, darunter Deutsch, Englisch, Baskisch, Dänisch, Französisch, Ungarisch, Italienisch, Litauisch, Polnisch und Spanisch. 2022 war Irene Solà zu Gast beim Internationalen Literaturfestival Berlin.

## Auszeichnungen
- 2023: Premi Nota Bene für die englische Übersetzung von Canto jo i la muntanya balla.[9]
- 2020: Literaturpreis der Europäischen Union für Canto jo i la muntanya balla.[7]
- 2020: Premi de Narrativa Maria Àngels Anglada für Canto jo i la muntanya balla.
- 2019: Premi Núvol für Canto jo i la muntanya balla.
- 2019: Premios Cálamo für Canto jo i la muntanya balla.
- 2019: Premi Punt de Llibre für Canto jo i la muntanya balla.
- 2019: Premi Anagrama de novel·la en català für Canto jo i la muntanya balla.
- 2017: Premi Documenta de narrativa für El dics.[5]
- 2012: Premi Amadeu Oller für Bèstia.

## Werke

### Lyrik
- Bèstia. Galerada: Cabrera de Mar 2012.
  - Bèstia | Bestie. Trabanten Verlag: Berlin 2023 (bislang nicht erschienen).
  - Beast. Übersetzt aus dem Katalanischen von Irene Solà & Oscar Holloway, Shearsman Books: London 2017.

### Prosa
- El dics. L’Altra Editorial: Barcelona 2018.
- Canto jo i la muntanya balla. Barcelona: Anagrama 2019.
  - Singe ich, tanzen die Berge. Übersetzt von Petra Zickmann, Trabanten Verlag: Berlin 2022.
  - Singe ich, tanzen die Berge. Übersetzt von Petra Zickmann, Fischer Taschenbuch: Frankfurt am Main 2024.[10]
- Et vaig donar ulls i vas mirar les tenebres. Barcelona: Anagrama 2023.